# TOG 2
Heavy Tank, TOG II (akronym av engelska: The Old Gang, "det gamla gänget"), vardagligt bara TOG 2 och dylikt, var ett brittiskt projekt för ett övertungt landskepp under de tidiga stadierna av andra världskriget. Den utvecklades för ett scenario där slagfälten i norra Frankrike skulle utvecklas till en lervälling med skyttegravar och kratrar som under första världskriget. När detta scenario inte inträffade ansågs stridsvagnen onödig och projektet avslutades. TOG 2 var en vidareutveckling av TOG I-designen, och endast en prototyp byggdes innan projektet avslutades.
Den andra designen från Special Vehicle Development Committee (smeknamnet "The Old Gang" eftersom det bestod av personer som hade arbetat med de ursprungliga brittiska stridsvagnarna från första världskriget), TOG 2 var liknande TOG 1 och behöll många av dess funktioner. Beställd 1940 och byggd av Foster's of Lincoln, körde prototypen för första gången i mars 1941. Trots förfrågningar om produktion av 100 eller 50 stridsvagnar, ledde detta aldrig till några produktionsorder.
Designen inkluderade en 6-pundskanon och sidopansar. För "inledande tester" var den utrustad med ett påhittat torn med dummy-kanoner - en 2-pundskanon, en 3-tums haubits och en Besa kulspruta - tillsammans med en 3-tums haubits i skrovet. Det andra tornet som monterades var förenklat och utrustat med en QF 3-tums 16 cwt pansarvärnskanon, härledd från dåtidens luftvärnskanoner.
1942 utrustades stridsvagnen med ett torn som var under utveckling för Cruiser Mk VIII Challenger-designen med en QF 17-pundskanon (76,2 mm). Trots att den utrustades med samma elektromekaniska drivning som ursprungligen monterats på TOG 1, använde TOG 2 två generatorer och inga problem rapporterades. Den modifierades för att inkludera, bland annat, en ändring från ospända spår till torsionsstavsupphängning och gick igenom framgångsrika tester i maj 1943. Inget ytterligare utveckling skedde, även om en reviderad version, TOG 2 (R), föreslogs. 'R' skulle ha varit 1,8 meter kortare, använt torsionsstavsupphängning och haft inga sidopansar.
Den enda TOG 2-prototypen kan ses på The Tank Museum, monterad med en 28-pundskanon (94 mm).